# Olivares
Olivares è un comune spagnolo di 8 105 abitanti situato nella comunità autonoma dell'Andalusia.